# Vlado Chernozemski
Vlado Chernozemski (19 de outubro de 1897 - 9 de outubro de 1934), nascido Velichko Dimitrov Kerin (em búlgaro:  Величко Димитров Керин), conhecido como "Vlado o Chauffeur", foi um militante e nacionalista búlgaro, que mais tarde se tornou o terrorista mais perigoso da Europa.

## Regicídio
Chernozemski começou suas atividades revolucionárias em 1922, quando se juntou à Organização Revolucionária Interna da Macedônia (ORIM). Logo depois, ele se tornou um assassino do ORIM. Ele matou dois notáveis políticos búlgaros, o comunista Dimo Hadzhidimov e o membro da ORIM Naum Tomalevski. Nas duas vezes foi condenado à morte, mas escapou de sua primeira prisão e foi libertado da segunda. Após sua libertação em 1932, tornou-se instrutor da Ustaše.
Ele treinou um grupo de três Ustaše para assassinar Alexandre da Iugoslávia, mas acabou matando o próprio Alexandre em 9 de outubro de 1934 em Marselha. Ele foi então espancado pela polícia francesa e espectadores, e morreu no mesmo dia. O ministro das Relações Exteriores da França, Louis Barthou, também foi morto por uma bala perdida disparada pela polícia francesa durante a briga após o ataque.
Por assassinar o rei Alexandre I, Chernozemski foi postumamente declarado o terrorista mais perigoso da Europa.

## Legado
Chernozemski é considerado um herói na Bulgária hoje. e em seu tempo, nos círculos dissidentes croatas e na diáspora búlgara macedônia. Sua contribuição para a ideia da Macedônia Independente também lhe rendeu um status semelhante em alguns Círculos macedônios hoje, mas a historiografia oficial da Macedônia do Norte o considera um búlgaro controverso.

## Galeria

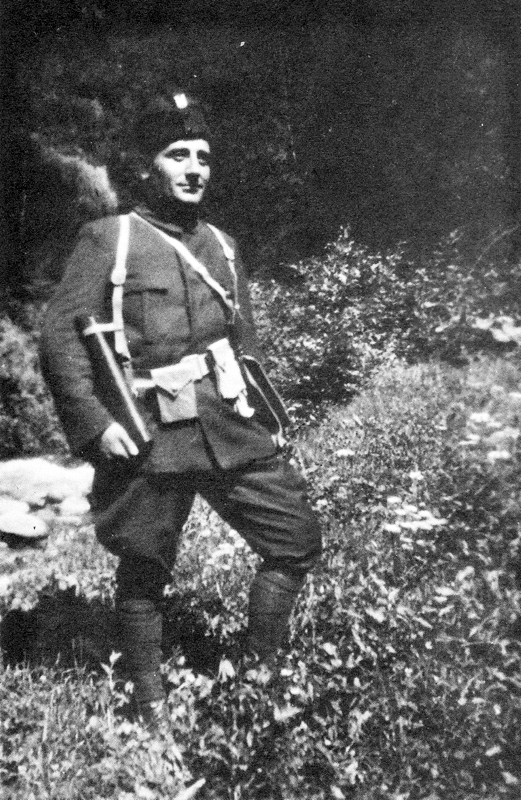
Chernozemski em uniforme Ustaše em 1934.
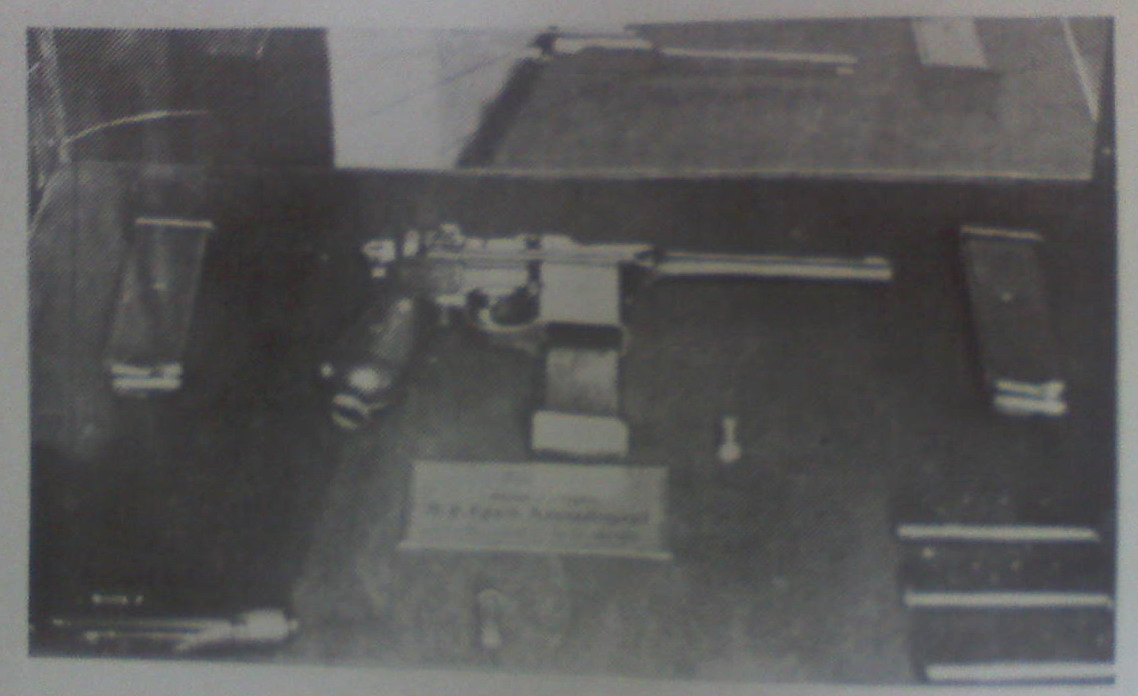
Pistola semiautomática usada por Chernozemski para assassinar Alexandre da Iugoslávia.
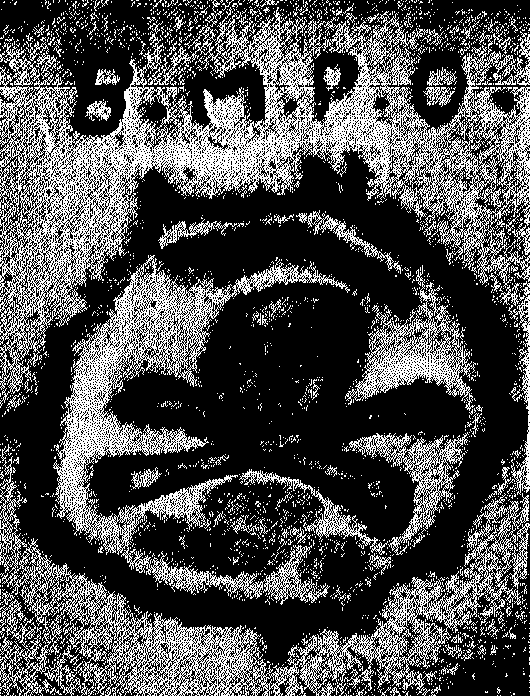
Tatuagem de Chernozemski, representando a abreviatura do ORIM em búlgaro.
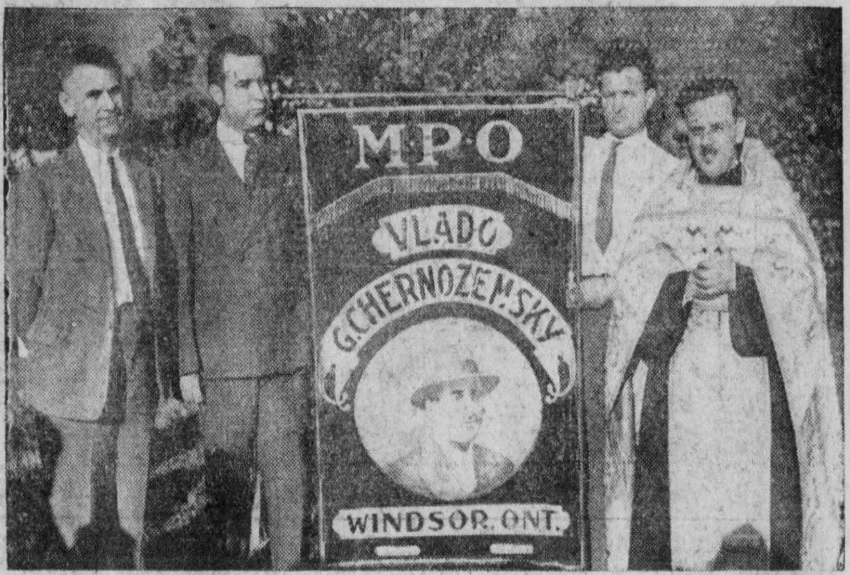
Membros do capítulo ORIM "Vlado G. Chernozemsky" em Windsor, Ontario, 1936